# Есполаев, Аубакир
Аубакир (Аубекер) Есполаев (каз. Әубекер Есполаев; 1887 год — 1962 год) — старший табунщик колхоза имени Карла Маркса Фурмановского района Уральской области, Казахская ССР. Герой Социалистического Труда (1948).

## Биография
Аубакир (Аубекер) Есполаев родился в 1887 году в Урдинском районе Уральской области Казахской ССР в семье скотовода. Казах по национальности.
Отец рано умер, и юный Аубекер с малолетства начал работать, пас овец у местного бая.
С 1930 года трудился чабаном в колхозе имени Карла Маркса, где специализировался на разведении овец эдильбаевской породы.
В годы Великой Отечественной войны Аубекер Есполаев с большим усердием работал старшим чабаном, что позволило колхозу имени Карла Маркса стабильно выполнять плановые задания по сдаче государству мяса и шерсти. За выдающиеся успехи в труде он был награждён орденом «Знак Почёта».
В 1947 году Аубекер достиг выдающихся результатов: от 428 курдючных овцематок он вырастил 518 ягнят при среднем весе к отбивке 43 килограмма.
Указом Президиума Верховного Совета СССР от 23 июля 1948 года «за получение высокой продуктивности животноводства в 1947 году при выполнении колхозом обязательных поставок сельскохозяйственных продуктов и плана развития животноводства» Есполаев Аубакир (Аубекер) удостоен звания Героя Социалистического Труда с вручением Ордена Ленина и золотой медали Серп и Молот.
После переименования колхоза имени Карла Маркса в колхоз имени ХХ съезда КПСС Аубекер Есполаев продолжил трудиться старшим чабаном, добиваясь дальнейшего увеличения поголовья овец.
Его достижения в овцеводстве были признаны на уровне всей страны: он стал участником Всесоюзной сельскохозяйственной выставки в 1955 и 1956 годах. Аубакир Есполаев стал одним из символов преданности труду в сложные для страны времена. Его выдающиеся результаты в овцеводстве и многолетний опыт вдохновляли последующие поколения сельских тружеников Казахстана.

## Награды
Награждён орденами Ленина (23 июля 1948), Знак Почета (16 ноября 1945), медалями, в том числе «За освоение целинных земель» (1957), а также медалями ВСХВ.